# Zorius
Zorius (лат.) — род жуков-карапузиков из подсемейства Saprininae (Histeridae).

## Распространение
Ближний Восток (Израиль, Палестина, Сирия). 

## Описание
Мелкие жуки-карапузики, коричневые до чёрного, тело овальной формы, выпуклое, длина около 3 мм. Глаза плоские. Лобная бороздка развита. От прочих Saprininae отличается отсутствием пронотальных ямок и наличием примерно 10 зубчиков на передних голенях. Предположительно специализированные псаммофилы. Впервые выделен советским энтомологом Акселем Николаевичем Рейхардтом (1891—1942).

## Виды
Некоторые виды рода:
- Zorius exilis  Reichardt, 1932
- Zorius funereus (Schmidt, 1890)
- другие виды